# Marchese di Martorell
Il titolo di Marchese di Martorell è un titolo creato nel 1627 da Filippo IV di Spagna per Luis Francisco Fajardo de Zúñiga, nipote di Luis Fajardo, III marchese de Molina, della Casa di Vélez. Il suo nome si riferisce alla città catalana di Martorell.

## Marchesi di Martorell (1627)
- Luis Francisco Fajardo de Zúñiga (1576-1631)
- Pedro Fajardo de Zúñiga (1602-1647)
- Fernando Joaquín Fajardo de Requeséns (1635-1693)
- María Teresa Fajardo de Requeséns (?-1715)
- Catalina de Moncada (1665-1727)
- Fadrique Vicente de Toledo Osorio (1686-1753)
- Antonio Álvarez de Toledo Osorio (1716–1773)
- José María Álvarez de Toledo (1756–1796)
- Francisco de Borja Álvarez de Toledo (1763–1821)
- Pedro de Alcántara Álvarez de Toledo (1803–1867)
- Alonso Tomás Álvarez de Toledo (1835-1895)
- Pedro de Alcántara Álvarez de Toledo (1867-1925)
- Joaquín Álvarez de Toledo (1901-1991)
- Alonso Álvarez de Toledo (1931)